# Jörg Assenheimer
Jörg Assenheimer (* 1970 in Stuttgart) ist ein deutscher Journalist und Moderator.

## Leben
Nach dem Abitur am Dillmann-Gymnasium in Stuttgart nahm Assenheimer 1992 sein Studium an der Eberhard-Karls-Universität in Tübingen in den Fächern Politikwissenschaft und Allgemeine Rhetorik auf. Ab 1994 arbeitete er beim Stuttgarter Wochenblatt und bei der Sindelfinger Zeitung. 
1998 fing Assenheimer als Moderator, Reporter und Redakteur im SWR Studio Tübingen an. Seit 2009 ist er Moderator und Redakteur bei SWR4 Baden-Württemberg in Stuttgart; unter anderem moderierte er in der Vergangenheit den Promi-Talk beim SWR4 Fest. 2010 übernahm er die Moderation der 60-Jahr-Feier des SWR Studios Tübingen. 
Seit 2011 ist er Moderator des Formats SWR4 Höhepunkte – Assenheimers Promitalk, auch im Rahmen des jährlichen SWR4 Festivals. Zu seinen Gästen zählten Helene Fischer, Udo Jürgens, Bernhard Brink, Francine Jordi, Nina Ruge, Marie-Luise Marjan und Inka Bause.
Ab 2018 moderiert Assenheimer die landesweite Frühsendung von SWR4 Baden-Württemberg. Seit 2022 gibt es Assenheimers Promitalk als Audio-Podcast, Video-Podcast und regelmäßige Radiosendung in SWR4 Baden-Württemberg.
Neben seiner Tätigkeit beim SWR arbeitet Assenheimer als freier Moderator und begleitet Podiumsdiskussionen von Unternehmen in Baden-Württemberg.